# Старый Кавдык
Старый Кавдык — село в Ялуторовском районе Тюменской области, административный центр Старокавдыкского сельского поселения.

## География
Деревня находится на юго-западе Тюменской области, в пределах Западно-Сибирской низменности, в подтаёжно-лесостепном лесорастительном районе, к западу от автодороги Р402, на расстоянии примерно 19 километров (по прямой) к северу от города Ялуторовска, административного центра района, на берегу озёр Старый и Малый Кавдык.

### Климат
Климат континентальный с холодной продолжительной зимой и тёплым относительно коротким летом. Средняя температура воздуха самого холодного месяца (января) — −18,4 °C (абсолютный минимум — −40 °C); самого тёплого месяца (июля) — 17,8 °C (абсолютный максимум — 40 °С). Период с положительными значениями температуры составляет от 115 до 130 дней. Среднегодовое количество атмосферных осадков составляет 460 мм, из которых большая часть выпадает в тёплый период. Продолжительность залегания снежного покрова составляет в среднем 161 день.

### Часовой пояс
Деревня Старый Кавдык, как и вся Тюменская область, находится в часовой зоне МСК+2. Смещение применяемого времени относительно UTC составляет +5:00.

## Население
| 2010 | 2014 |
| ---- | ---- |
| 561  | ↗639 |